# Минаж, Ники
О́ника Та́ня Мара́ж-Пе́тти (англ. Onika Tanya Maraj-Petty, род. 8 декабря 1982, Порт-оф-Спейн, Тринидад и Тобаго), известная под псевдонимом Ни́ки Мина́ж (англ. Nicki Minaj) — тринидадская певица, рэперша, автор песен и актриса. Заметил талант молодой девушки Лил Уэйн, который, услышав микстейпы Playtime Is Over, Sucka Free и Beam Me Up Scotty заключил с ней контракт от имени своего лейбла Young Money Entertainment в августе 2009 года.
Дебютный альбом Pink Friday в первую неделю продаж попал на второе место чарта Billboard 200, а через несколько недель возглавил его. Минаж стала первой артисткой в истории, чьи семь песен одновременно находились в чарте Billboard Hot 100. Её второй сингл «Your Love» возглавлял чарт Billboard Hot Rap Songs, что не удавалось сделать любой другой рэперше сольно с 2003 года. Спустя месяц после выхода, Pink Friday получил платиновую сертификацию Американской ассоциацией звукозаписывающих компаний. Позже сингл «Super Bass» становится супер-хитом во всем мире и лучшей песней лета 2011 в США. На сегодняшний день продано около 7,5 миллионов копий сингла. Также Минаж известна сотрудничеством с таким артистами, как Бейонсе, Рианна, Мадонна, Кеша, Бритни Спирс, Джесси Джей, Давид Гетта, Ариана Гранде, Кэти Перри и группа DNCE. В середине 2012 года она подписала контракт с американским шоу American Idol и стала четвёртой судьёй 12-го сезона. В 2013 году Минаж снялась в комедии «Другая женщина», премьера которой состоялась 24 мая 2014 года, в роли Лидии. Партнёрами Оники по фильму стали Кэмерон Диас, Лесли Манн, Кейт Аптон и Николай Костер-Вальдау. В 2014 году была ведущей церемонии MTV EMA в Глазго.

## Детство
Оника Таня Мараж родилась 8 декабря 1982 года в Сент-Джеймсе (пригород Порт-оф-Спейн, Тринидад и Тобаго). Мать — малайзийка и тринидадка, отец имеет тринидадское и индийско-африканское происхождения. Её фамилия Мараж — индийская, а имя Оника имеет африканское происхождение. В Сент-Джеймсе Оника проживала до пятилетнего возраста с бабушкой, так как родители были заняты поиском жилья в районе Куинс, Нью-Йорк. Мать изредка навещала дочь и однажды увезла её в Куинс навсегда. Отец страдал алкогольной и наркотической зависимостью, часто избивал мать Оники и однажды пытался убить её путём поджога дома. Из-за постоянных ссор в семье Мараж почти не появлялась дома. Иногда она сидела в своей машине сутками и писала стихи, которые позже стали основой для песни «Autobiography».
Минаж училась в школе Elizabeth Blackwell Middle School 210, где играла на кларнете. После окончания школы поступила в музыкальный колледж имени Fiorello H. LaGuardia. Она планировала петь, однако в день прослушивания потеряла голос.

## Карьера

### 2007—2009: Начало карьеры, микстейпы и контракт с Young Money
В июле 2007 года Ники Минаж выпускает свой дебютный микстейп Playtime Is Over на лейбле Dirty Money Records. За ним последовала другая пластинка Sucka Free, выпущенная в 2008 году. Минаж получает свою первую музыкальную премию в номинации «Артист Года» на церемонии UMA в 2008. 18 апреля 2009 года Минаж выпускает третий и последний микстейп Beam Me Up Scotty и появляется в журнале XXL.
Американский рэпер Лил Уэйн заинтересовался творчеством Ники и предложил ей контракт со звукозаписывающей компанией Young Money Entertainment. В августе 2009, Минаж подписывает его.

### 2010—2011:Pink Friday

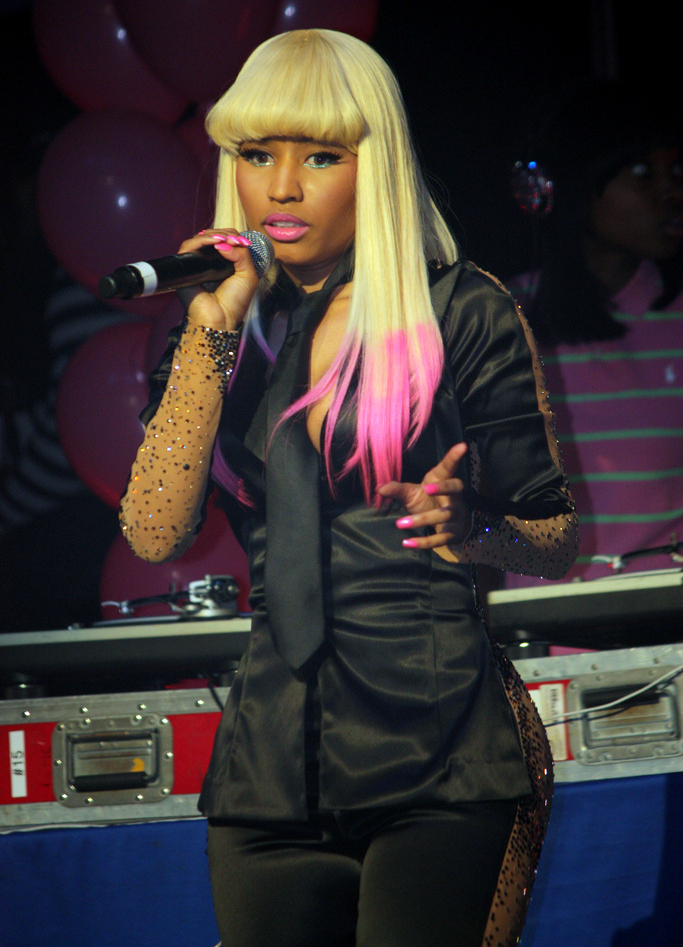
Минаж выступает в 2010.

После подписания контракта Ники Минаж начала работу над своим дебютным альбомом. Он получил название Pink Friday и был выпущен 19 ноября 2010 года. Альбом продаётся в двух версиях: 13 (стандартная версия) или 17 песен (делюкс-издание). Выходу альбома предшествовал мини-промотур включавший пять городов. Четыре в США: Филадельфия, Ватербулли, Вашингтон, Бостон, а также один концерт на родине певицы в городе Порт-оф-Спейн, столице государства Тринидад и Тобаго. Пластинка очень хорошо показала себя в чартах по всему миру, но особенно в США где альбом взобрался на вершину в US Billboard 200, US Billboard Top R&B/Hip-Hop Albums и US Billboard Rap Albums. На данный момент, продажи альбома в мире составляют 3,8 миллионов копий. Синглами с альбома стали 8 песен: «Your Love» (1 июля 2010), «Check It Out» (3 сентября 2010), «Right Thru Me» (24 сентября 2010), «Moment 4 Life» (7 декабря 2010), «Did It On’em» (7 марта 2011), «Super Bass» (5 апреля 2011), «Girls Fall Like Dominoes» (11 апреля 2011), «Fly» (30 августа 2011). Самым успешным синглом из альбома стал «Super Bass», который стал международным хитом. Альбом Pink Friday вывел Ники Минаж на уровень мировой суперзвезды.
В 2011 году Минаж появилась в альбоме французского диджея Давида Гетты, исполнив две композиции, а также приняла участие в создании мультфильма «Ледниковый период 4», озвучив одного из главных персонажей. В конце года началась запись второго полноценного альбома Минаж Pink Friday: Roman Reloaded.

### 2012—2013:Pink Friday: Roman ReloadedиThe Re-Up

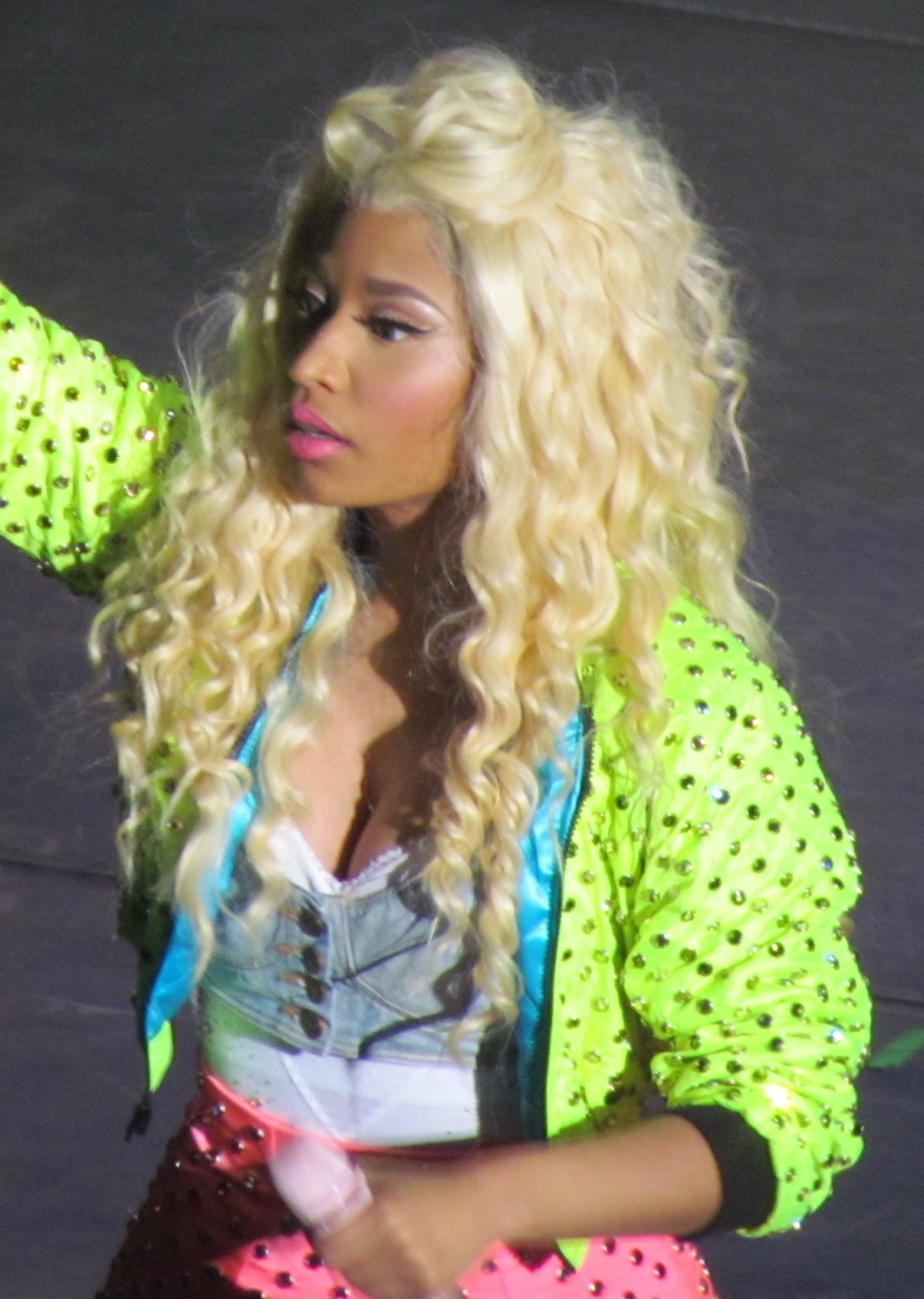
Минаж выступает в рамках турне «Pink Friday», 2012.

В середине ноября 2011 года Ники Минаж на своём Twitter сообщила название нового альбома и дату его выхода. Чтобы подогреть интерес к предстоящей пластинке, был выпущен промосингл «Stupid Hoe», на который был снят очень провокационный клип, запрещённый на телевидении в 87 странах. Кроме того, в рамках промокампании альбома Минаж выступила на 54-й церемонии вручения «Грэмми», исполнив песню «Roman Holiday», тем самым став первым рэп-исполнителем, выступавшим на Грэмми. Затем, 14 февраля, как полноценный сингл был выпущен «Starships», который стал хитом во всем мире. Минаж участвовала в записи альбома Мадонны, записав с ней две песни. Как и обещала Ники, альбом получил название Pink Friday: Roman Reloaded. Он был выпущен 2 апреля 2012 года и включал 19 песен, пять из которых стали синглами. Вторым синглом стала песня «Right by My Side», записанная при участии Криса Брауна, это был самый провальный сингл с альбома. Следом последовали синглы «Beez in the Trap» (выпущен 24 апреля 2012), «Pound the Alarm» (выпущен 12 июня 2012) и «Va Va Voom» (выпущен 12 сентября 2012). 16 мая 2012 года Ники Минаж отправилась в своё первое мировое турне Pink Friday Tour, которое длилось до 14 августа, и через два месяца — во второе турне Pink Friday: Reloaded Tour. В начале сентября было объявлено, что Минаж работает над своим первым EP, который должен был выйти 19 ноября 2012 года.
В сентябре вышел совместный сингл Алиши Киз и Ники Минаж «Girl on Fire», который просто взорвал хит-парады. Затем началось продвижение новой мини-пластинки. Первым синглом стала песня «Freedom». Минаж исполнила её на American Music Awards 2012, там же она была удостоена наград в двух номинациях, как Лучший Хип-хоп-/Рэп-исполнитель и Лучший Хип-хоп-/Рэп-альбом. Pink Friday: Roman Reloaded – The Re-Up был выпущен 19 ноября 2012 года ограниченным тиражом в 40 000 копий. По состоянию на 20 января 2013 года распродано 99 % всех копий диска. Диск продавался в комплекте с Pink Friday: Roman Reloaded и DVD, на котором был в трёх частях фильм Nicki Minaj: My Truth, рассказывающий о жизни артистки вне сцены. В конце 2012 года вышли два косметических средства от Минаж и компании MAC Cosmetics. А также, Минаж подписала с одной из фирм, производящих одежду, контракт о создании собственной коллекции. 16 января 2013 вышел первый эпизод шоу American Idol, где Ники стала одним из судей. Первый эпизод посмотрели более 11 миллионов зрителей. Во время шоу Ники Минаж очень сильно поссорилась с Мэрайей Кэри. Позже на шоу Ellen Минаж сообщила, что конфликт улажен.

### 2014—2017:The Pinkprint
Через Twitter один из фанатов спросил, будет ли третий альбом называться The Pinkprint, на что Оника ответила нет, однако позже она всё-таки подтвердила что альбом будет называться The Pinkprint. 21 мая 2014 года Минаж выпускает «Pills n Potions» — первый сингл с альбома The Pinkprint. Пиком для сингла в чарте Billboard Hot 100 становится 24 место. В августе 2014 года выходит второй сингл — «Anaconda», который стал хитом в США, добравшись до 2 строчки в национальном чарте. Выход альбома The Pinkprint состоялся 15 декабря 2014 года. Ники Минаж записала два совместных сингла с Бейонсе, один из которых — «Flawless» — был записан на альбом Бейонсе Beyoncé, а второй «Feeling Myself» — на альбом Ники The Pinkprint.

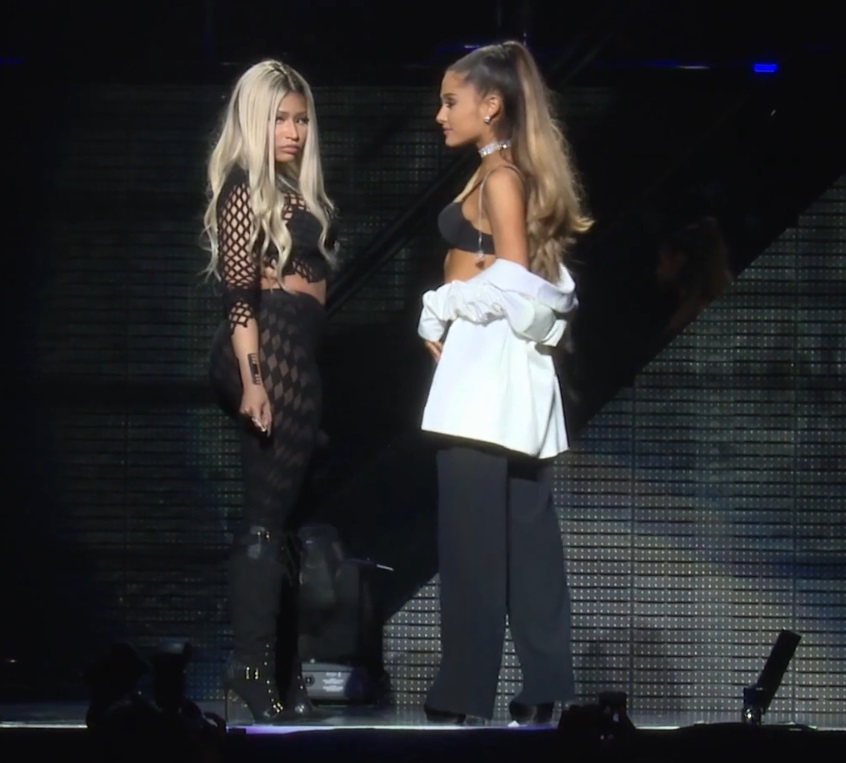
Ники Минаж и Ариана Гранде на открытии Ти-Мобайл Арены в Лас-Вегасе в 2016 году

Для третьего студийного альбома Арианы Гранде Dangerous Woman записала композицию «Side to Side», которая стала третьим синглом в его поддержку.

### 2018—2019:Queen
10 апреля 2018 года Минаж анонсировала выход двух синглов «Chun-Li» и «Barbie Tingz» 12 апреля 2018 года. Позже стало известно, что «Chun-Li» выступил в роли лид-сингла к будущему четвёртому студийному альбому, когда «Barbie Tingz» не попадёт в финальный трек-лист из 19 песен. 7 мая 2018 года, на церемонии Met Gala, Минаж сообщила название будущего альбома — Queen и дату его релиза — 15 июня 2018 года. 19 мая 2018 года Минаж стала музыкальным гостем финального выпуска 43 сезона шоу Saturday Night Live. Минаж исполнила «Chun-Li» и «Poke It Out» (трек Playboi Carti записанный при её участии). 24 мая 2018 года Минаж посредством прямой трансляции в Instagram объявила, что переносит дату релиза альбома с 15 июня 2018 года на 10 августа 2018 года. Однако она заявила, что 11 июня выложит обложку альбома, снятую фотографами Mert and Marcus, которые ранее выступили режиссёрами её клипа «Regret in Your Tears». Она также сообщила о релизе документального фильма, который выйдет сразу с выходом альбома. 7 июня 2018 года Минаж показала обложку альбома, на 4 дня позже, чем обещала. 11 июня Минаж заявила, что её следующий тур будет называться «NickiHndrxx» и отправится она с ним вместе с рэпером Future.

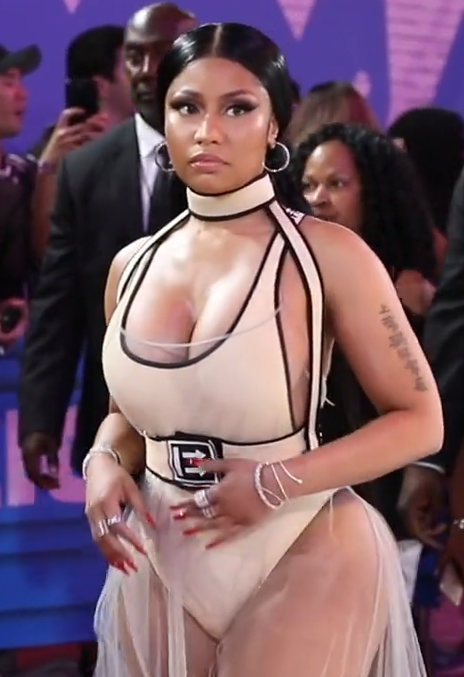
Ники Минаж на MTV Video Music Awards 2018

11 июня 2018 года Минаж выпустила промосингл «Rich Sex» при участии Лил Уэйна. Второй полноценный сингл «Bed» был выпущен 14 июня 2018 года и был записан при участии Арианы Гранде. В этот же день альбом стал доступен для пред-заказа. 20 июня 2018 года вышел трек Арианы Гранде «The Light Is Coming» при участии Минаж. 22 июля 2018 года был выпущен трек совместно с Tekashi69 (6ix9ine) под названием «FeFe». Позже песня выйдет бонус-треком на новом альбоме. Альбом Queen вышел 10 августа и дебютировал на втором месте в альбомном чарте Billboard 200. Был сертифицирован RIAA платиновым через 3 месяца после выпуска. За день до выхода альбома Минаж запустила своё радиошоу Queen Radio на Beats 1.
20 августа Минаж получила награду MTV Video Music Award за музыкальное видео «Chun-Li» на 35-й ежегодной церемонии. Позже в этом месяце вышел сингл корейской группы BTS «Idol» с участием Минаж. 12 октября британская девичья группа Little Mix выпустила сингл с участием Минаж «Woman Like Me». Минаж появилась в песне «Dip» рэпера Tyga. Эта песня стала сотым попаданием Минаж в чарт Billboard Hot 100. Позже на мероприятии Billboard Women in Music в конце года, ей была вручена специальная награда за это достижение.
В июне 2019 года Минаж выпустила свою сольную песню под названием «Megatron». В августе появилась у Megan Thee Stallion в «Hot Girl Summer». В ноябре вышли новые «Ангелы Чарли», где звучала совместная песня Ники Минаж, Арианы Гранде и Нормани «Bad to You».

### 2020—2021: переизданиеBeam Me Up Scotty
1 мая 2020 года рэперша Doja Cat представила ремикс своей песни «Say So», записанный при участии Ники Минаж. Композиция возглавила Billboard Hot 100, что стало первым попаданием Минаж на первую строчку чарта, хотя в сам чарт к этому моменту она попадала уже более сотни раз. 12 июня 6ix9ine и Минаж выпустили песню «Trollz», которая также оказалась на первой строчке чарта.
7 мая 2021 года трек «LLC» с альбома Queen, вышедшего ещё в 2018 году, неожиданно достиг вершины чарта iTunes в США. Это произошло из-за акции, которую устроили фанаты Минаж, начав массово загружать эту песню. 14 мая Минаж выпустила переиздание своего микстейпа 2009 года Beam Me Up Scotty. Альбом дебютировал на втором месте в Billboard 200. Песня «Seeing Green» с этого альбома, записанная при участии Дрейка и Лил Уэйна, была признана одной из лучших хип-хоп-песен 2021 года по версии издания HipHopDX, а текст «Fractions» издание Complex поместило в свой топ лучших рэп-текстов 2021 года.

### 2022—настоящее время:Pink Friday 2
12 августа 2022 года, состоялась премьера сингла «Super Freaky Girl». В композиции использован сэмпл из сингла Рика Джеймса «Super Freak». После релиза, он побил множество рекордов. Так, он получил крупнейший дебют для сольной женской рэп-песни в истории сервиса Spotify, собрав более трёх миллионов стримов. Он также стал самым быстрым сольным женским рэп-синглом, набравшим 100 и 200 миллионов стримов на том же сервисе. Сингл достиг пятой строчки в Billboard Global 200, что является лучшим результатом в карьере Минаж, а также дебютировал с вершины хит-парада Hot 100, став первым прецедентом, когда сольный женский рэп-сингл дебютировал с вершины с 1998 года, когда такого же результата достигла Лорин Хилл с синглом «Doo Wop (That Thing)». Помимо США, сингл возглавил чарт Австралии и Новой Зеландии, а также вошёл в топ-10 хит-парадов Великобритании, Канады, Ирландии, Венгрии, Латвии и других стран. Видеоклип на сингл получил несколько номинаций на премии MTV Video Music Awards в 2023 году, в частности главную номинацию — «Видео года».
26 августа 2022, состоялась премьера первого сборника хитов рэперши, под названием Queen Radio: Volume 1, который включает в себя 29 главных хитов артистки за всю её карьеру. Проект достиг десятой строчки в Billboard 200. 28 августа состоялась церемония вручения премии MTV Video Music Awards, где рэперша была удостоена специально награды Video Vanguard, за успехи и достижения в области клипмейкинга.
3 марта 2023 года состоялась премьера сингла «Red Ruby Da Sleeze». Релиз достиг тринадцатой строчки в США.
В июне 2023 года Ники Минаж и Ice Spice выпустили саундтрек к фильму «Барби» под названием «Barbie World», клип на песню был размещён на YouTube-канале Минаж.
5 июня 2023 года, Минаж анонсировала, что релиз её пятого студийного альбома состоится 20 октября того же года. 29 июня она анонсировала, что альбом будет называться Pink Friday 2, в честь её дебютного альбома Pink Friday, и сообщила, что перенесла дату выхода на 17 ноября. Премьера лид-сингла, «Last Time I Saw You», состоялась 1 сентября. Также, Минаж сообщила, что в альбом войдут синглы «Super Freaky Girl» и «Red Ruby Da Sleeze». 5 сентября Минаж представила обложку альбома, заявив, что позже представит ещё одну.

## Артистизм

### Имидж
В СМИ часто обсуждается пышная фигура Минаж. В интервью журналу Vibe Минаж обсуждала свой сексуальный образ, заявив, что «Когда я росла, я видела женщин, которые делали определённые вещи, и я подумала, что и мне это необходимо сделать. В нынешние дни рэперы женского пола много говорят о сексе… и я подумала, что для того, чтобы иметь такой же успех, я должна представлять собой нечто подобное. Когда на самом деле ничего такого я из себя не представляла».
Минаж известна ношением диковинных костюмов и париков, что приводит к сравнениям с Леди Гагой, и её часто называют «чёрной Леди Гагой». Минаж опровергает сравнение между ними двумя. Она говорит о том, что её любимыми дизайнерами являются Александр Маккуин, Донателла Версаче и Кристиан Лубутен. The Huffington Post охарактеризовал стиль Минаж так: «рискованный», «смелый выбор одежды», «нетрадиционный», отметив, что её костюм был «красочным», «сумасшедшим», и заявив, что «мир, несомненно, будет очень тихим без мисс Минаж». Минаж была приглашена для участия в различных мероприятиях для модельеров. Донателла Версаче пригласила Минаж для того, чтобы выступить на запуске сотрудничества с Versace для H&M вместе с Принсом. Она также исполнила песню «Super Bass» на модном шоу Victoria Secret в ноябре 2011 года.

### Альтер эго
Когда Минаж росла, её семейная жизнь постепенно становилась хаотичной, возникали ссоры с родителями. В качестве средства спасения она создавала персонажей и проживала свою жизнь через них. В интервью New York Magazine она заявила: «Чтобы избавиться от этой борьбы, я представила себя другим человеком. „Куки“ (Cookie) была моей первой личностью… которая осталась со мной на длительное время. Потом явилась „Харадзюку Барби“ (Harajuku Barbie), затем „Ники Минаж“. Фантазия была моей реальностью».
Упоминая Харадзюку Барби, её имя часто сокращают до просто «Барби». Эта личность известна тем, что является более мягкой по характеру, и наиболее наивной, чем остальные. Распознать можно по нежному и тихому голосу. Любимый цвет — розовый. Первое появление — песня «Massive Attack», также Барби вместе с Романом Золански поёт в клипе на песню «Monster».
18 ноября 2010 года Ники представила новое своё альтер эго под именем «Ники Тереза» (Nicki Teresa). Надев красный шарф на голову, она ходила, как «целитель для своих поклонников», когда посетила The Garden of Dreams Foundation на студии в Нью-Йорке. Минаж также 6 декабря 2010 года появилась на Lopez Tonight и представила ведущему своё новое альтер эго в испанском стиле под именем Роса (Rosa) (произносится Р-р-р-р-ро́са).
Для своего дебютного альбома Минаж создала альтер эго под именем Роман Золански (Roman Zolanski). Она утверждала, что Роман — её «брат-близнец»; он появился в ней из-за ярости, и она становится им, когда злится.
Романа сравнивали со Слимом Шейди — другой личностью Эминема. Минаж и Эминем даже записали совместный трек «Roman’s Revenge», где пели от лиц своих альтер эго. Роман представляет собой вульгарного парня-гомосексуала родом из Лондона, который появляется в песнях Минаж в тот момент, когда необходимо высвободить гнев, при этом в речи Романа всегда много нецензурных высказываний.

## Личная жизнь
В своей песне «All Things Go» Минаж рассказывает, что в подростковом возрасте она сделала аборт. Минаж сказала, что, хоть это и «преследовало» её, она не сожалеет об этом. В начале своей карьеры Минаж утверждала, что она бисексуальна, но в конечном итоге прояснила свою сексуальность в интервью Rolling Stone, поправляя свои слова: «я думаю, что девушки сексуальны, но я не собираюсь лгать и говорить, что я встречаюсь с девушками».
В конце 2014 года Минаж рассталась со своим давним бойфрендом Сафари Сэмюэлсом, с которым встречалась с 2000 года. Считается, что несколько треков на Pinkprint были вдохновлены окончанием их отношений. Минаж начала встречаться с рэпером Meek Mill в начале 2015 года. 5 января 2017 года она объявила через Твиттер, что они прекратили свои двухлетние отношения.
В июле 2011 года её двоюродный брат Николас Телемак был убит возле своего дома в Бруклине, Нью-Йорк, инцидент, который она упоминает в своих песнях «Champion» и «All Things Go».
Минаж — единственная женщина, которая появилась в списке Forbes «Hip Hop Cash Kings», сделав четыре последовательных выступления между 2011 и 2014 годами.
В декабре 2018 года Минаж начала встречаться со своим другом детства Кеннетом Петти. Они поженились 21 октября 2019 года. В июле 2020 года Минаж объявила, что ожидает рождения первенца. 30 сентября 2020 у пары родился сын.

## Дискография

### Студийные альбомы
- 2010 — Pink Friday
- 2012 — Pink Friday: Roman Reloaded
- 2014 — The Pinkprint
- 2018 — Queen
- 2023 — Pink Friday 2

## Фильмография
- 2010 — My Time Now — в роли себя
- 2012 — Ледниковый период 4: Континентальный дрейф — Стеффи (озвучивание)
- 2014 — Вселенная Стивена — Сугилит (озвучивание)
- 2014 — Другая женщина — Лидия
- 2014 — The Pinkprint Movie — в роли себя
- 2015 — My Time Again — в роли себя
- 2016 — Парикмахерская 3 — Дрейя
- 2018 — Queen — в роли себя[85]
- 2019 — Angry Birds 2 в кино — Пинки (озвучивание)

## Комментарий
1. ↑  Минаж утверждает, что она иммигрировала в Соединённые Штаты «нелегально», и неясно, каков её статус американского гражданства.[5]